# Chinesische Akademie der Sozialwissenschaften
Die Chinesische Akademie der Sozialwissenschaften (chinesisch 中國社會科學院 / 中国社会科学院, Pinyin Zhōngguó Shèhuì Kēxuéyuàn; engl. Chinese Academy of Social Sciences, Abk.: CASS) ist die Nationalakademie der Volksrepublik China für die Sozialwissenschaften. Sie hat ihren Sitz in Peking. Es ist eine Institution des Staatsrats der Volksrepublik China. Sie wurde im Mai 1977 gegründet und ging aus dem Department für Philosophie und Sozialwissenschaften der Chinesischen Akademie der Wissenschaften hervor. Der jetzige Präsident und Parteisekretär ist Xie Fuzhan.

## Institute und Zentren
Neben Instituten und Zentren für sozialwissenschaftlichen Themen, existieren am CASS außerdem Einrichtungen zur Forschung in den Bereichen Rechtswissenschaft, Wirtschaftswissenschaften, Medienwissenschaft und der Kulturwissenschaften.
- Institut für Marxismusforschung (chinesisch 马克思主义研究院)
- Institut für Wirtschaftsforschung (chinesisch 经济研究所)
- Institut für Industrieökonomie (chinesisch 工业经济研究所)
- Institut für ländliche Entwicklung (chinesisch 农村发展研究所)
- Institut für Finanz- und Handelswirtschaft (chinesisch 财贸经济研究所)
- Institut für Finanzen (chinesisch 金融研究所)
- Institut für Quantitative und Technische Ökonomie (chinesisch 数量经济与技术经济研究所)
- Institut für Bevölkerungs- und Arbeitsmarktökonomie (chinesisch 人口与劳动经济研究所人口与劳动经济研究所)
- Zentrum für Stadtentwicklung und Umweltstudien (chinesisch 城市发展与环境研究中心)
- Institut für Archäologie (chinesisch 考古研究所)
- Institut für Geschichte (chinesisch 历史研究所)
- Institut für Neuere Geschichte (chinesisch 近代史研究所)
- Institut für Weltgeschichte (chinesisch 世界历史研究所)
- Zentrum für das Studium der Geschichte und Geographie des chinesischen Grenzgebiets (chinesisch 中国边疆史地研究中心)
- Institut für Taiwanstudien (chinesisch 台湾研究所)
- Institut für Literatur (chinesisch 文学研究所)
- Institut für ethnische Literatur (chinesisch 民族文学研究所)
- Institut für ausländische Literatur (chinesisch 外国文学研究所)
- Institut für Sprachen (chinesisch 语言研究所)
- Institut für Philosophie (chinesisch 哲学研究所)
- Institut für Weltreligionen (chinesisch 世界宗教研究所)
- Institut für Rechtswissenschaft (chinesisch 法学研究所)
- Institut für Völkerrecht (chinesisch 国际法研究中心)
- Institut für Politikwissenschaft  (chinesisch 政治学研究所)
- Institut für Ethnologie und Anthropologie (chinesisch 民族学与人类学研究所)
- Institut für Soziologie (chinesisch 社会学研究所)
- Institut für Journalismus und Kommunikation  (chinesisch 新闻与传播研究所)
- Institut für Weltwirtschaft und Politik (chinesisch 世界经济与政治研究所)
- Institut für Russland-, Osteuropa- und Zentralasien-Studien (chinesisch 俄罗斯东欧中亚研究所)
- Institut für Europäische Studien  (chinesisch 欧洲研究所)
- Institut für Westasien- und Afrikastudien (chinesisch 西亚非洲研究所)
- Institut für Lateinamerikastudien (chinesisch }拉丁美洲研究所)
- Institut für Asien-Pazifik-Studien (chinesisch 亚洲太平洋研究所)
- Institut für Amerikastudien (chinesisch 美国研究所)
- Institut für Japanstudien (chinesisch 日本研究所)
- Institut für zeitgenössische chinesische Studien (chinesisch 当代中国研究所)

## Präsidenten
| Nr. | Name          | Bild | Amtsantritt       | Ende der Amtszeit | zeitgleiche Ämter                                                                                  |
| --- | ------------- | ---- | ----------------- | ----------------- | -------------------------------------------------------------------------------------------------- |
| 1   | Hu Qiaomu     |      | November 1977     | 23. August 1982   | |
| 2   | Ma Hong       |      | 23. August 1982   | 6. September 1985 | |
| 3   | Hu Sheng      |      | 6. September 1985 | 28. Februar 1998  | Vizevorsitzender des Nationalkomitees der Politischen Konsultativkonferenz des chinesischen Volkes |
| 4   | Hu Sheng      |      | 28. Februar 1998  | 7. Januar 2003    | Mitglied des Politbüro der Kommunistischen Partei Chinas                                           |
| 5   | Chen Kuiyuan  |      | 2003年1月7日      | 27. April 2013    | Vizevorsitzender des Nationalkomitees der Politischen Konsultativkonferenz des chinesischen Volkes |
| 6   | Wang Weiguang |      | 27. April 2013    | 20. März 2018     | |
| 7   | Xie Fuzhan    |      | 20. März 2018     | im Amt            | |